# よっちゃばれ
『よっちゃばれ』は、日本のロックバンド・THE BOOM13枚目のオリジナル・アルバム。2011年11月23日発売。

## 概要
前作『四重奏』から約2年ぶりのアルバム。
「日本発の新しい音楽」というコンセプトのもと全10曲を収録。
タイトルの「よっちゃばれ」は、ボーカルの宮沢和史の出身地・山梨県の方言（甲州弁）で「寄ってきて」「集まって」という意味を表す。
前作同様、CDのみの通常盤と、DVD付初回限定盤が発売された。
当初、3月30日発売予定だったが東北地方太平洋沖地震の影響で、発売が11月23日に延期された。
「情ションガイネ」は、パパイヤ鈴木による振付が存在、踊れる楽曲となっている。「月光」は、やなわらばーがコーラス参加。

## 収録曲
全作詞・作曲：宮沢和史（特記以外）
1. 赤春 〜せきしゅん〜
2. 流れ 流されて...
3. 情ションガイネ
シングル「暁月夜〜あかつきづくよ〜」のカップリング曲。
4. 忘んなよ島ぬくとぅ
　作曲：南こうせつ
5. 蒼い夕陽 feat.ユウ（GO!GO!7188）
6. 暁月夜 〜あかつきづくよ〜feat.石川さゆり
7. 愛という言葉
8. 歌いたくない夜
作曲：宮沢和史/崎枝将人（ノーズウォーターズ/きいやま商店）
9. 月光
10. ゆっくりおいで

初回限定盤DVD
1. 蒼い夕陽 MV
2. 暁月夜 〜あかつきづくよ〜 MV
3. 星のラブレター feat.MINMI & PETERMAN LIVE
4. 釣りに行こう feat.キマグレン LIVE

## ツアー
ホールツアー名を「THE BOOM Live Tour 2011 よっちゃばれ」から「THE BOOM 平成二十三年 春夏公演『光』」へと変更し、4月23日の調布市での公演を皮切りに開催された。
8月27日には山梨県甲府市にてフリーライブ「平成二十三年 夏まつり よっちゃばれ」を、
12月24日は渋谷公会堂、12月25日は岸和田市立浪切ホールにて「THE BOOM歳末御礼公演 『平成よっちゃばれ！』」も開催された。